# شما المزروعي
شما سهيل فارس المزروعي (22 فبراير 1993-) سياسية إماراتية تشغل منصب وزيرة تنمية المجتمع منذ 6 مارس 2023، شغلت سابقا منصب وزير شؤون الشباب بدولة الإمارات العربية المتحدة بعمر 22 عامًا، لتكون بذلك أصغر وزيرة في العالم، متفوقة على كل من وزير الخارجية النمساوي سباستيان كورتس الذي تولى منصبه في عمر 27، وعايدة الحاج علي التي تولت وزارة التعليم بالسويد بعمر 26.

## التعليم
حصلت  شما المزروعي على شهادة الماجستير في السياسات العامة مع مرتبة الشرف من جامعة أكسفورد البريطانية، كما أنها كانت أول طالبة إماراتية تفوز بمنحة «رودرز» للقيادات الشابة في العمل الحكومي، وهي حاصلة أيضاً على دبلوم متقدم في الشراكات متعددة القطاعات من جامعة نيويورك، في حين نالت شهادة البكالوريوس في الاقتصاد مع مرتبة الشرف العليا من جامعة نيويورك.

## المناصب
عملت شما المزروعي في مجال الأسهم الخاصة في أحد صناديق الثروة السيادية في أبو ظبي، وكمحلل للسياسة العامة ضمن بعثة دولة الإمارات العربية المتحدة لدى الأمم المتحدة. تدربت كمحللة أبحاث في سفارة دولة الإمارات العربية المتحدة في واشنطن العاصمة، وكمحللة سياسات الوزارة في مكتب رئيس الوزراء، وكباحثة في سياسات التعليم في تمكين (هيئة الشؤون الاستراتيجية في أبو ظبي).
كما شاركت في مجموعة بحث مختبر الابتكار للشباب في مكتب رئاسة مجلس الوزراء.
كما تقمصت منصب مسؤولة الاتصال والعلاقات الخارجية بمنتدى دراسات أوكسفورد للخليج وشبه الجزيرة العربية في المملكة المتحدة، ومندوبة علاقات الخريجين في كلية بلافتنك للدراسات الحكومية في المملكة المتحدة. ، وكانت عضوا مشاركا في كلية الإنجازات المرموقة بمؤتمر سان فرانسيسكو. ، وشاركت في تأسيس معهد النهضة بجامعة نيويورك في أبوظبي.
في فبراير 2016 عينت المزروعي من قبل رئيس الوزراء محمد بن راشد آل مكتوم في منصب وزيرة دولة لشؤون الشباب وعمرها يناهز 22 عامًا، مما يجعلها أصغر عضو في مجلس الوزراء الإماراتي. وهي تترأس المجلس الوطني للشباب، الذي يجمع المهنيين الشباب من خلفيات متنوعة لتمثيل شؤون الشباب أمام الحكومة. المزروعي هي نائب رئيس مركز الشباب العربي.
في 12 يناير 2023، تم تعيينها رئيس مجتمع الشباب للمناخ في دولة الإمارات العربية المتحدة في مؤتمر الأمم المتحدة المعني بتغير المناخ (COP28)؛] وعملت أيضًا في اللجنة الاستشارية لمؤتمر الأمم المتحدة المعني بتغير المناخ (COP28)، واللجنة العليا لمؤتمر الأمم المتحدة المعني بتغير المناخ (COP28). في 7 فبراير 2023، أعلن الشيخ محمد بن راشد آل مكتوم عن تعديل وزاري، حيث تم تعيين شما وزيراً لتنمية المجتمع. بالإضافة إلى ذلك، شما هي الأمين العام لمجلس التعليم والموارد البشرية؛ ورئيس المركز الوطني لجودة التعليم. وفي يوليو 2023، تم تعيين شما رئيسًا لمجلس أمناء جامعة زايد. شما هي أيضا عضو في المجلس الإنساني الدولي والخيري في دولة الإمارات العربية المتحدة.
عينت المزروعي رئيسًا لمجلس إدارة الأولمبياد الخاص الإماراتي في عام 2017. وهي أيضًا نائب رئيس لجنة المجتمع والإرث في الأولمبياد الخاص الإماراتي الألعاب العالمية (2019).

## الجوائز
- جائزة الشيخ منصور بن زايد للتميز، [12]
- جائزة كوتوس لقائد المستقبل.[34]
- منحة الشيخ خليفه بن زايد آل نهيان رئيس دولة الإمارات للطلبة المتميزين علمياً، وكذلك منحة الشيخ محمد بن زايد للطلاب الأوائل في الدراسة الثانوية.[35]

## وصلات خارجية
- كلمة شما المزروعي وزيرة الدولة لشؤون الشباب أصغر وزيرة في العالم في منتدى المرأة العالمي دبي
- أصغر وزيرة في العالم تحلف اليمين في حكومة الإمارات